# Ямбулатовское сельское поселение
Ямбулатовское се́льское поселе́ние — муниципальное образование в Верхнеуслонском районе Татарстана Российской Федерации.
Административный центр — село Ямбулатово.

## История
Статус и границы сельского поселения установлены Законом Республики Татарстан от 31 января 2005 года № 19-ЗРТ «Об установлении границ территорий и статусе муниципального образования "Верхнеуслонский муниципальный район" и муниципальных образований в его составе».

## Население
| 2010 | 2011 | 2012 | 2013 | 2014 | 2015 | 2016 |
| ---- | ---- | ---- | ---- | ---- | ---- | ---- |
| 326  | ↘325 | ↘320 | ↘303 | ↗305 | ↘301 | ↘300 |
| 2017 | 2018 |      |      |      |      |      |
| ↘293 | ↘287 |      |      |      |      |      |

## Состав сельского поселения
| № | Населённый пункт | Тип населённого пункта       | Население |
| - | ---------------- | ---------------------------- | --------- |
| 1 | Казыльяры        | деревня                      |           |
| 2 | Крестниково      | деревня                      |           |
| 3 | Ямбулатово       | село, административный центр |           |